# 오토이넷푸역
오토이넷푸역(일본어: 音威子府駅은 일본 홋카이도 나카가와 군 오토이넷푸촌에 위치한 홋카이도 여객철도 소야 본선의 철도역이다. 역 번호는 W61이며, 단선, 섬식 구조를 합친 2면 3선 구조의 복합 승강장 형태의 지상역이다.

## 역 주변
- 국도 제40호선
- 국도 제275호선
- 호쿠세이 신용금고 오토이넷푸 지점

## 역사
- 1912년 11월 5일 : 국유 철도의 역으로서 개업. 일반역.
- 1914년 11월 7일 : 소야 선 연장 개업.
- 1919년 11월 1일 : 나요로 기관고 오토이넷푸 분고 설치.
- 1921년
  - - : 과선교 설치
  - 10월 5일 : 나요로 기관고 오토이넷푸 분고가 오토이넷푸 기관고로 됨.
- 1922년 11월 8일 : 데시오 선 개업.
- 1930년 5월 16일 : 오토이넷푸 기관고가 나요로 기관고 오토이넷푸 분고로 됨.
- 1970년 10월 : 팁 공장 완성, 팁 사이로용 전용선 설치.
- 1971년 12월 1일 : 역 뒤 쉘 석유 유조소 완성, 전용선 사용 개시.
- 1978년 6월 30일 : 나요로 기관구 오토이넷푸 지구 폐지.
- 1984년 2월 1일 : 화물 · 소화물 취급 폐지.
  - 역 뒤 쉘 석유 유조소가, 당 역 화물 취급 폐지와 함께 폐쇄되었다.
- 1987년 4월 1일 : 일본국유철도 분할 민영화와 함께, 홋카이도 여객철도가 승계.
- 1989년 5월 1일 : 덴포쿠 선 폐지.
- 1990년 5월 1일 : 오토이넷푸 촌에 의해 역사 개축.

## 인접 역
| 홋카이도 여객철도 소야 본선 | 홋카이도 여객철도 소야 본선 | 홋카이도 여객철도 소야 본선 |
| --------------------------- | --------------------------- | --------------------------- |
| W60 삿쿠루 아사히카와 방면  | ■ 소야 본선                 | 오사시마 W62 왓카나이 방면  |